# Chrysler Horizon
Chrysler Horizon – samochód osobowy klasy kompaktowej produkowany pod amerykańską marką Chrysler w latach 1978–1979 i pod brytyjską marką Talbot jako Talbot Horizon w latach 1979–1986.

## Historia i opis modelu

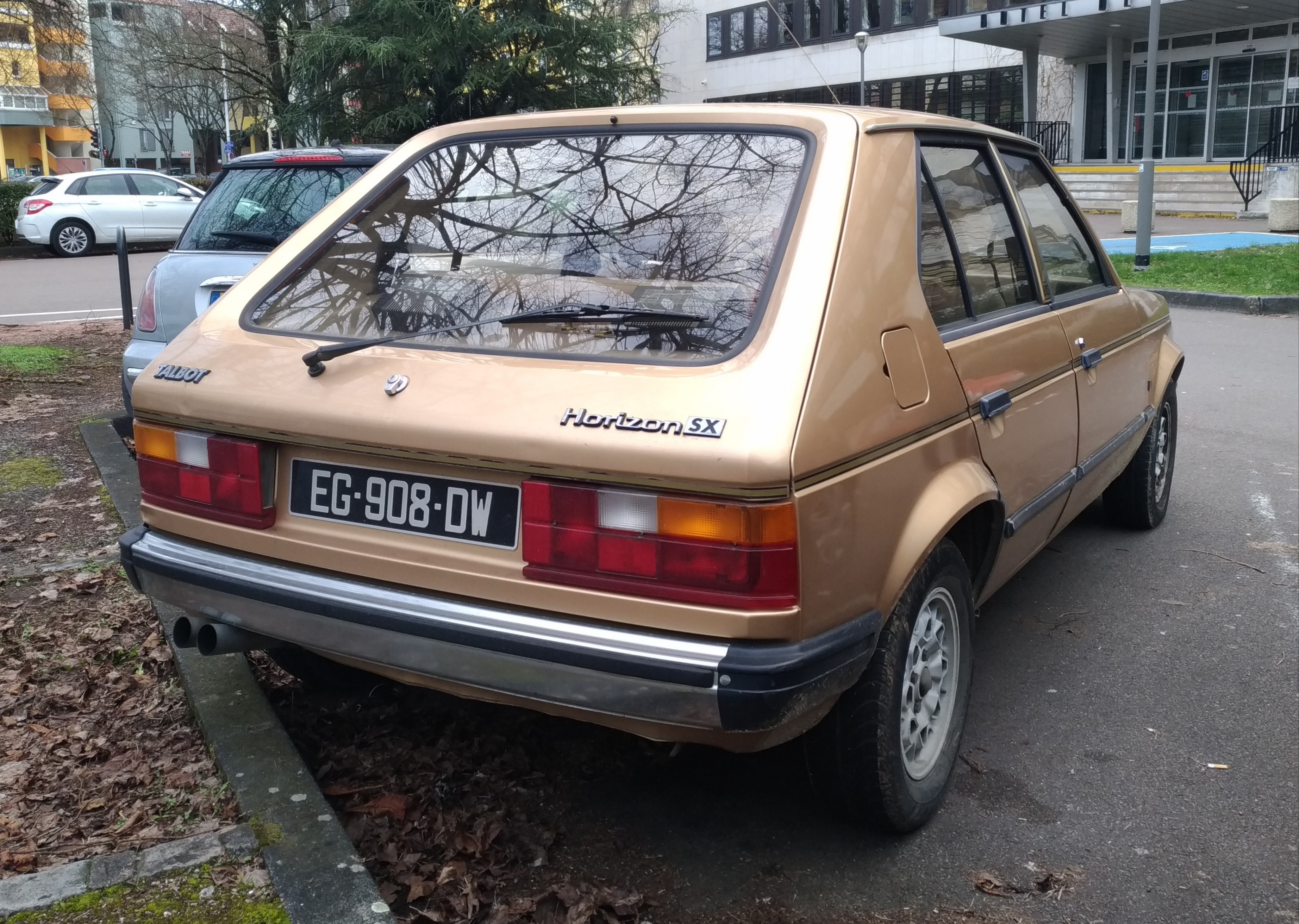
Talbot Horizon – tył

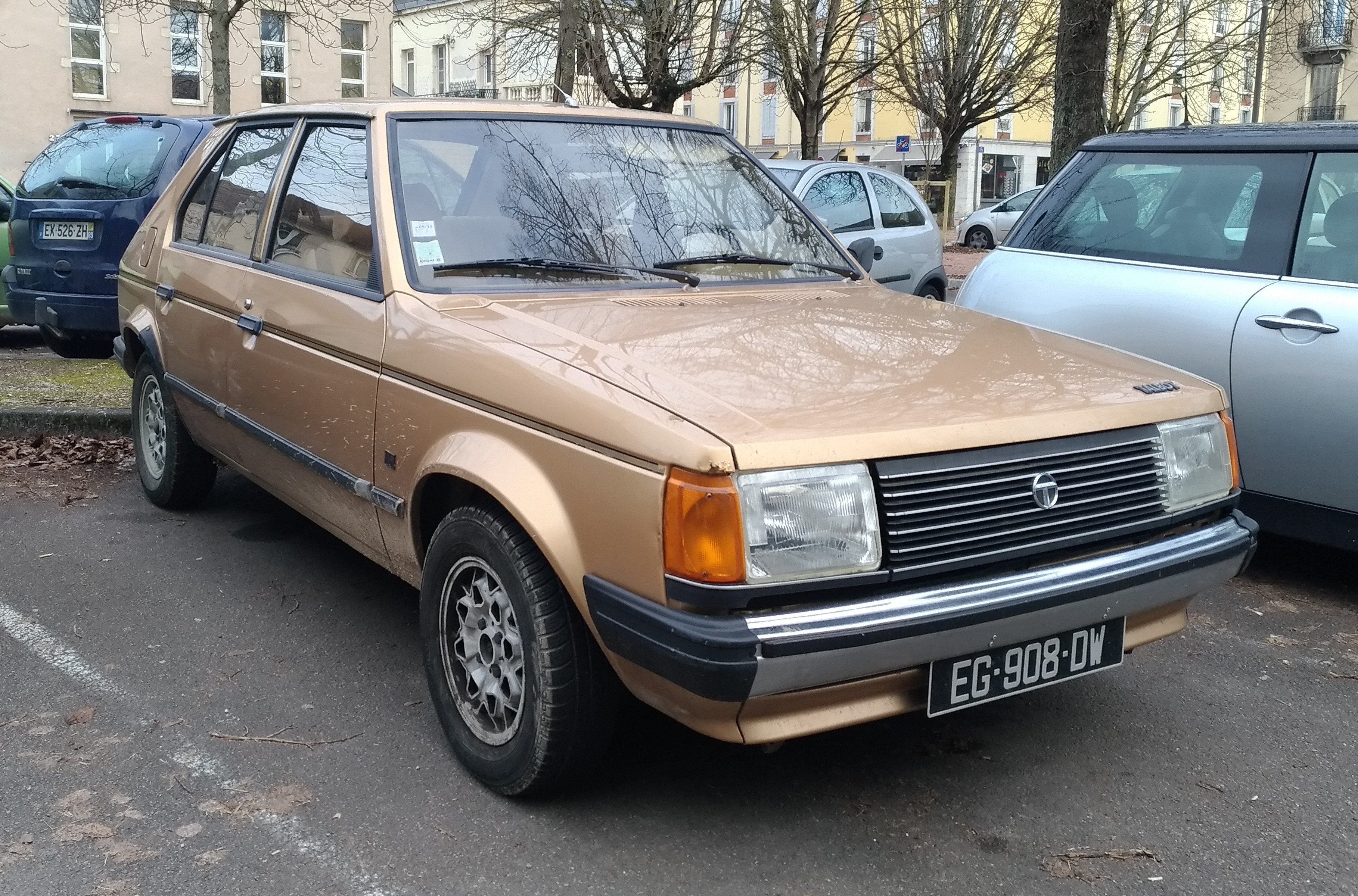
Talbot Horizon

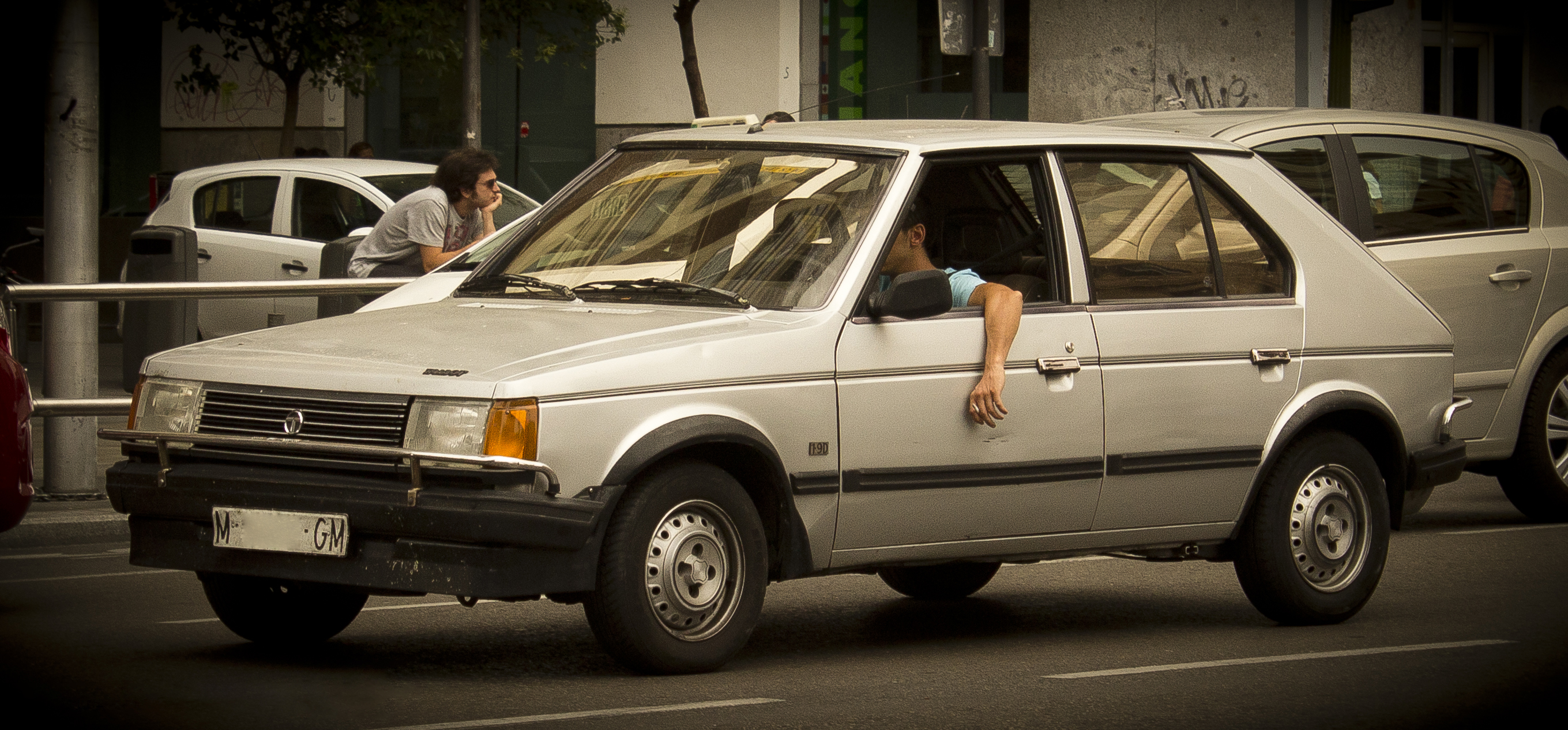
Talbot Horizon po liftingu

W połowie lat 70. XX wieku europejski oddział marki Chrysler wraz z brytyjskim Rootes i francuską Simką rozpoczął pracę nad nowym samochodem kompaktowym Horizon, którego premiera miała miejsce latem 1978 roku. Po raz pierwszy w procesie konstrukcyjnym europejskiego modelu Chryslera wziął udział także północnoamerykański oddział, który wykorzystał konstrukcję po nieznaczych modyfikacjach wizualnych do sprzedaży na lokalnym rynku jako Dodge Omni i Plymouth Horizon. Co więcej, na platformie L-body opracowano też kompaktowe pokrewne modele jak np. Dodge Rampage czy Plymouth Turismo.
Chrysler Horizon był oferowany wyłącznie jako 5-drzwiowy hatchback i oferowany pod tą nazwą w całej Europie, z wyjątkiem Francji, gdzie samochód nosił nazwę Simca Horizon, zastępując tam model Simca 1100. Do napędu Horizona używano silników R4 o pojemnościach: 1,1, 1,3, 1,4, 1,5 oraz 1,9 litra. Moc przenoszona była na oś przednią poprzez 4-biegową manualną bądź 3-biegową automatyczną skrzynię biegów. W plebiscycie na Europejski Samochód Roku 1979 model zajął 1. pozycję.

### Zmiana nazwy
W ramach zamknięcia europejskiego oddziału Chryslera w 1979 roku i odkupieniu jego operacji przez francuski koncern PSA Peugeot-Citroen, samochód oferowany był odtąd pod marką Talbot jako Talbot Horizon. Produkcja trwała pod tą postacią do 1987 roku, kiedy to zaprezentowano następcę. Pierwotnie miał on się nazywać Talbot Arizona, jednak ostatecznie włączono go do oferty Peugeota jako Peugeot 309.

### Dane techniczne (1.4 SX)
- R4 1,4 l (1442 cm³), 2 zawory na cylinder, OHV[5]
- Układ zasilania: gaźnik
- Średnica × skok tłoka: 76,70 mm × 78,00 mm
- Stopień sprężania: 9,5:1
- Moc maksymalna: 84 KM (61,9 kW) przy 5600 obr./min
- Maksymalny moment obrotowy: 121 N•m przy 3000 obr./min
- Przyspieszenie 0-100 km/h: b/d
- Prędkość maksymalna: 161 km/h